# پبل بیچ گلف لینکس
پبل بیچ گلف لینکس (به انگلیسی: Pebble Beach Golf Links) یک منطقهٔ مسکونی در ایالات متحده آمریکا است که در کالیفرنیا واقع شده‌است.